# Ménil-la-Horgne
Ménil-la-Horgne är en kommun i departementet Meuse i regionen Grand Est (tidigare regionen Lorraine) i nordöstra Frankrike. Kommunen ligger i kantonen Void-Vacon som tillhör arrondissementet Commercy. År 2022 hade Ménil-la-Horgne 175 invånare.

## Befolkningsutveckling
Antalet invånare i kommunen Ménil-la-Horgne
| Referens: INSEE |